# Irmhild Bossdorf
Irmhild Bossdorf (nascida a 14 de Janeiro de 1967) é uma jornalista e política alemã da Alternativa para a Alemanha que foi eleita membro do Parlamento Europeu em 2024. Irmhild é filha do jornalista Günther Deschner. Faz parte do Comité de Desenvolvimento Regional e do Comité para os Direitos das Mulheres e da Igualdade de Género.